# Kamenyec-podolszkiji tömegmészárlás
A kamenyec-podolszkiji tömegmészárlás a magyar zsidó holokauszt első felvonása volt, melynek során 1941. augusztus 27−28-án a Szovjetunió német megszállás alatt lévő nyugati részén, a mai Ukrajnához tartozó Kamjanec-Pogyilszkij (akkori hivatalos nevén Kamenyec-Podolszkij) közelében mintegy 23 600, nagyobbrészt Magyarországról kitoloncolt – és odaszállított, ill. átadott – zsidót gyilkoltak meg Friedrich Jeckeln SS-Obergruppenführer alakulatai.

## Háttér

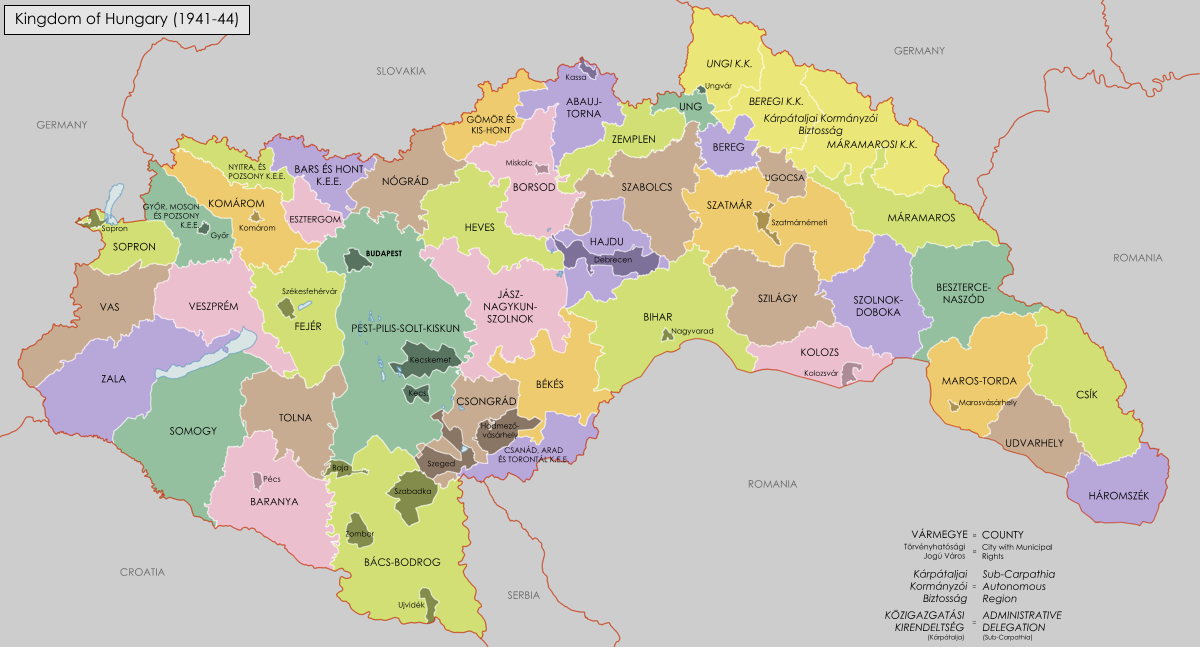
Magyarország 1941-ben

A numerus claususszal kezdve, 1920-tól számítva 1941 nyarára a Magyar Királyságban a hivatalos állami politika szintjére lépett az antiszemitizmus. Az 1938-ban elfogadott első zsidótörvény korlátozta a zsidók hivatásgyakorlását; az 1939-es második zsidótörvény ezeket a korlátozásokat tovább szigorította és az érintettek körét is szélesítette, míg az 1941-es harmadik zsidótörvény még tovább szélesítette a jogfosztó korlátozások szempontjából zsidónak minősülő polgárok körét, és megtiltotta a zsidóknak nemzsidókkal való házasságkötését.
Az országnak a trianoni békeszerződés revíziójára irányuló külpolitikája elérte célját, és 1941 nyarára visszatért Magyarországhoz a Felvidék, Észak-Erdély, Kárpátalja és a Délvidék is. Ennek nyomán zsidók százezrei kerültek magyar fennhatóság alá, köztük olyanok is, akik eredetileg nem a visszacsatolt területeken voltak honosak, hanem menekültként kerültek oda még a visszacsatolás előtt. Emellett 1939 és 1941 között a régi Osztrák–Magyar Monarchia különböző vidékeiről 10-20 ezer zsidó került, v. maradt ott, illetve menekült Magyarországra Németországból (és annak részeként Ausztriából és Csehországból), Szlovákiából és Lengyelországból. A magyar hatóságokat foglalkoztatta az országban lévő viszonylag jelentős számú nem magyar állampolgárságú zsidó jelenléte. Megoldás gyanánt Kozma Miklós volt honvédelmi és belügyminiszter, aki 1940–41-ben Kárpátalja kormányzói biztosa volt, már 1940 őszén felvetette, a zsidók kitelepítésének gondolatát.

## A KEOKH
Magyarországon 1941-ben az idegenrendészeti ügyeket a Külföldieket Ellenőrző Országos Központi Hatóság (KEOKH) intézte.  Ez formailag a Belügyminisztérium VII. számú (közbiztonsági) osztályának részeként működött (VII/c alosztály). A hatóságot az 1930. évi XXVIII. törvénycikk hozta létre. Felállítását Scitovszky Béla belügyminiszter utasítására Pásztóy Ámon  (eredeti nevén Polczer Antal Ferenc) szervezte meg. Pásztóy kezdetben a KEOKH vezetőjének helyettese, majd 1938. július 1-től 1941. július 1-ig vezetője volt. Ezután előléptették a VII. osztály vezetőjévé, és a KEOKH élére Siménfalvy Sándor került, azonban kortárs visszaemlékezések szerint a hatóság de facto irányítását továbbra is Pásztóy végezte. A hatóság jellemzően bizalmatlanul viszonyult a külföldiekhez és gyakran kémgyanús elemet látott bennük. A KEOKH által végzett razziákról fennmaradt jelentésekben rendszerint külön kimutatás szerepelt arról, hogy az adott eljárás során hány zsidót állítottak elő és utasítottak ki. Alkalmanként arról is feljegyeztek adatokat, hogy a szóban forgó zsidók között hány volt „keleti” (lengyel, orosz, ukrán, belarusz).

## Döntés a deportálásokról
1941. június 22-én Németország megtámadta a Szovjetuniót, és június 27-én Magyarország is hadba lépett a német oldalon. A támadás kezdetben gyorsan haladt előre, és a magyar csapatok a következő napokban megszállták Galíciát és a front mögött katonai közigazgatást vezettek be azzal a tervvel, hogy ott idővel magyar polgári közigazgatást építenek ki. Felmerült a lehetőség, hogy a Magyarországon tartózkodó nem magyar állampolgárságú (nagyrészt menekült) zsidókat erre a területre lehetne kitelepíteni. Erre vonatkozóan több korabeli tanú visszaemlékezése szerint Werth Henrik vezérkari főnök javaslatára Bartha Károly honvédelmi miniszter tett előterjesztést a július 1-jei minisztertanácsi ülésen, ahol a javaslatot egyedül Keresztes-Fischer Ferenc belügyminiszter ellenezte.
A döntés előkészítéséről és a döntéshozatalról szóló források némileg ellentmondanak egymásnak. Egy változat szerint a javaslatot Kiss Árkád KEOKH-tanácsos és Martinidesz Ödön detektívfelügyelő dolgozta ki. Ez a változat Kissnek a háború után, a népbírósági tárgyalást előkészítő kihallgatások során jegyzőkönyvbe mondott vallomásán alapszik. Kiss azonban a népbíróságnak tett feljegyzésében később elmondta, hogy csak a súlyos fizikai bántalmazás hatására tett ilyen vallomást, de Martinidesz és ő már csak alacsony rangjuk miatt sem készíthettek ilyen tervet. Amint a tárgyaláson az egyik tanú is megerősítette: „A deportálásokat a vezérkar utasítására a minisztertanács rendelte el. Ezek a vádlottak ebben a kérdésben nem diszponáltak, ők nagyon kisfiúk voltak mindehhez”.
Valószínűnek tűnik az is, hogy a deportálásokról szóló döntéshozatalba Horthy kormányzót nem vonták be, mint ahogy a jelek szerint a kitelepítési tervről a németekkel sem egyeztetett a magyar kormány.

## A deportálások végrehajtása

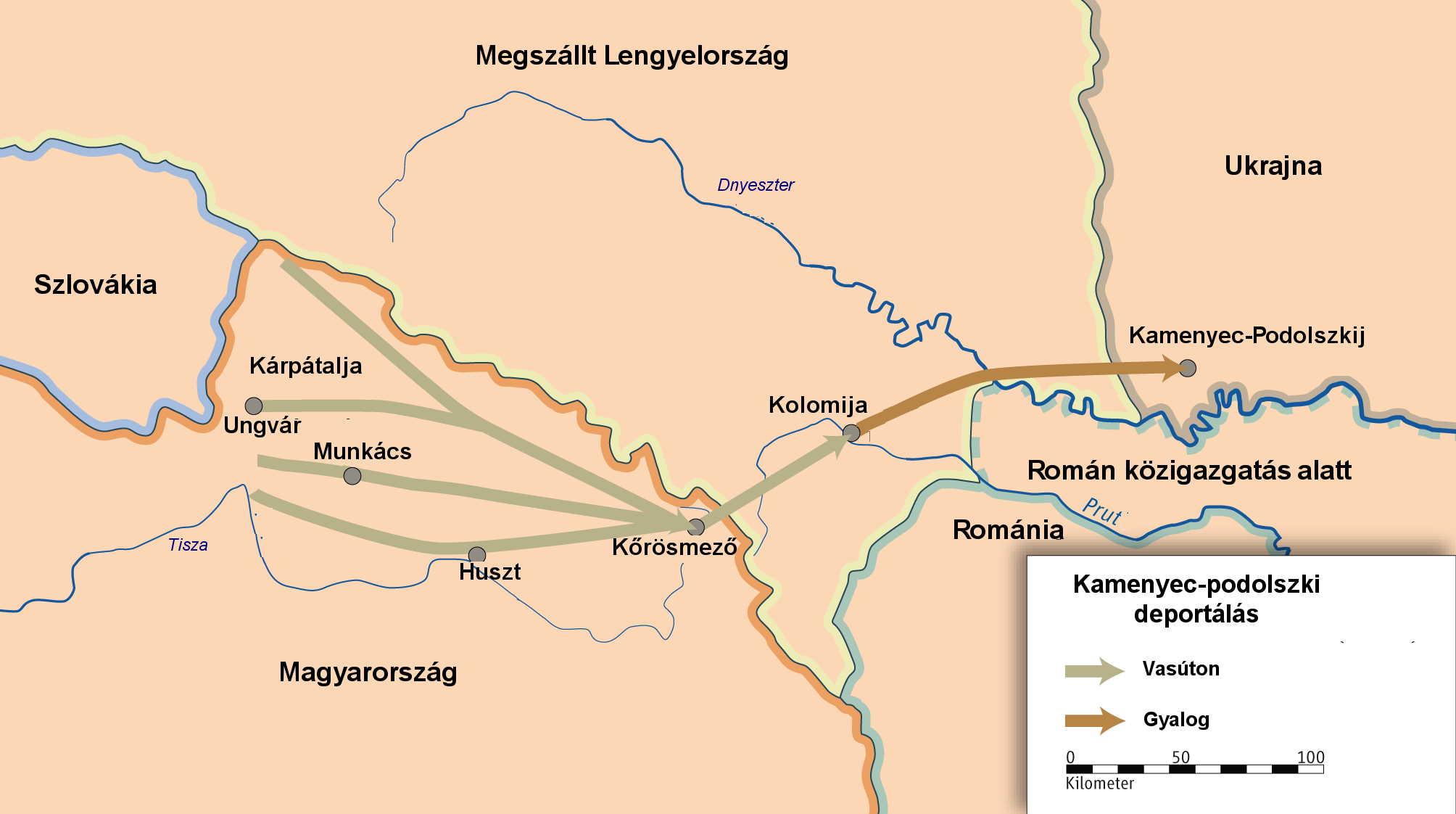
Az 1941-es zsidó deportálások útvonala

A minisztertanácsi határozat nyomán 1941. július 15-én megindult a magyar állampolgárságukat igazolni nem tudó zsidók összegyűjtése, kiutasítása és kitelepítése. Erre Kárpátalján Kozma Miklós kormányzói biztos, az ország belterületén pedig Keresztes-Fischer belügyminiszter adott utasítást. A kitelepítéseket augusztus 9-én a német katonai hatóságok ellenkezése miatt, melyet csak az Einsatzgruppe kivégző egységek "túlterheltsége indokolt",  be kellett szüntetni. Ez alatt a szűk hónap alatt ide 19 426 személyt deportáltak a magyar hatóságok, de egy korabeli rendőrségi jelentés szerint emiatt a „kiutasított és kitelepítésre már kijelölt zsidóság igen tekintélyes része az országban visszamaradt”.
Az intézkedés foganatosítására a KEOKH országszerte razziákat tartott, és azokat a zsidókat, akik nem tudták a szigorú alakiságot megkövetelő módon igazolni a magyar állampolgárságukat, internáló táborokba illetve toloncházakba zárták. Ebből a célból internáló táborok létesültek  Garanyban, Dömösön, Ricsén, Gyulán, Nagykanizsán, Csörgőn, Diósjenőn, Bácstopolyán és Kistarcsán. Ezen kívül Budapesten kisegítő toloncházakat állítottak fel, és felhasználták e célból a Pesti Izraelita Nőegylet Leányárvaházát és a zsidó Fiúárvaházat is.
A razziák nyomán sokszor olyan zsidókat is kiutasítottak és kitelepítettek, akik – bár magyar állampolgárok voltak és esetenként évtizedek óta a trianoni Magyarországon vagy a visszacsatolt országrészekben éltek – nem tudták ezt azonnal igazolni. A kitelepítésre ítélt zsidóknak a hatóságok azt ígérték, a visszavonuló szovjet csapatok által kiürített falvakba költözhetnek és ott majd mezőgazdasági munkából élhetnek. A deportált zsidókat egy Kőrösmezőn létrehozott internáló táborba szállították, majd honvédségi teherautókon illetve vasúton a Kárpátok túloldalára vitték és ott a szélnek eresztették őket.

## A deportált zsidók helyzete
A megszállt Lengyelországba, illetve onnan Ukrajnába deportált zsidók helyzete rendkívül nehéz volt. Ezeknek az embereknek semmiféle megélhetésük vagy civilizált szállásuk sem volt. Aki tehette, ékszerekért, értéktárgyakért szerzett élelmet. Volt aki erdőben bujkált, mások zsinagógákban húzták meg magukat. A helyi zsidó lakosság egy ideig segítette a hitsorsosokat, de idővel az ő helyzetük is ellehetetlenült. A helyi lakosság, a kollaboráns ukrán milicisták valamint a német és magyar fegyveres erők büntetlenül zaklatták, fosztogatták és öldösték a zsidókat.
A Magyarországról deportált zsidók közül több ezren kerültek a sztanyiszlavi gettóba. Itt egy szemtanú visszaemlékezése szerint az elűzött zsidók közül „sokat bedobtak a Dnyeszterbe, a nőknek levágták a mellét, a gyerekeket kettévágták és igen sok embert élve eltemettek.”
A deportáltak egy kis részének sikerült visszaszöknie Magyarországra. Ebben részben fizetségért, részben sajnálatból az ukrán és lengyel parasztok, valamint egyes magyar katonák is a segítségükre voltak.
Kamenyec-Podolszkijban 1941. július 20-án, tíz nappal a németek bevonulása után jött létre a gettó. Ide gyűjtötték nem csak a helyi zsidó lakosságot, hanem a környező helységek izraelitáit is. Július végére mintegy 11 ezer Magyarországról kitoloncolt zsidót is ide zártak. Ekkorra a gettónak mintegy 30 ezer lakója volt, akiktől a megszálló hatóságok sarcot szedtek: 110 000 rubelt és nyolc kilogramm aranyat kellett összegyűjteniük.

## A német katonai hatóságok reakciója

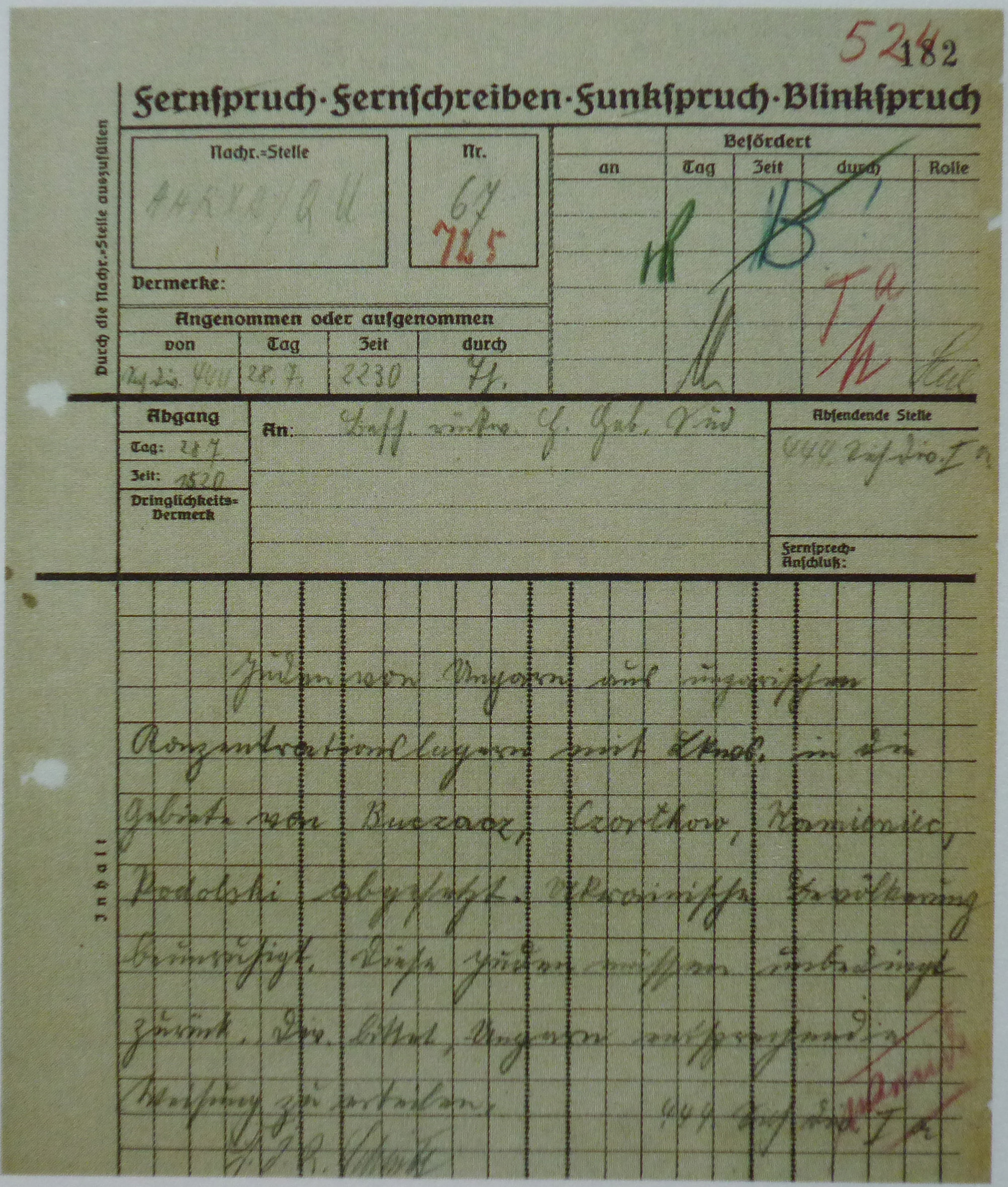
A területet biztosító 444. Wehrmacht-hadosztály rádiótávirata Karl von Roques tábornokhoz.

Az Ukrajnát megszállva tartó német katonai hatóságokat készületlenül érte a nagy számú zsidó civil átdobása Magyarországról. A német háborús tervek a megszállt szovjet területekről nagy mennyiségű élelmiszer rekvirálását írták elő (stratégiai cél volt, hogy a háború harmadik évére az egész Wehrmachtot a megszállt szovjet területekről élelmezzék), és így számítani kellett a helyi lakosság tömeges éhezésére. A megszálló német katonai hatóságok nem láttak lehetőséget arra, hogy a helyben hagyott szűkös élelmiszerkészletkből több tízezer Magyarországról érkező zsidót élelmezzenek; számukra gondot okoztak a magyar deportálások. Ez feszültséget okozott a szövetséges magyar és német hadsereg között. Tarnopolnál például a 10. magyar vadászzászlóalj által a Dnyeszteren átkergetett ezer zsidót a német SS Einsatzgruppe C katonái visszazavarták a magyar honvédség által ellenőrzött területre. A Wehrmacht 444. hadosztálya, amely a területet biztosította, július 28-án rádiótáviratban kérte a hátországi déli hadseregcsoport főparancsnokát, Karl von Roques tábornokot, hogy vegye rá a magyar hatóságokat a deportálások leállítására és a már deportált zsidók visszafogadására. A távirat szövege szerint „Zsidók érkeznek teherautókon Magyarországról és magyarországi koncentrációs táborokból Buczacz, Czortkow, Kameniec, Podolski (sic) térségébe. Az ukrán lakosság nyugtalankodik. Ezeket a zsidókat feltétlenül vissza kell szállítani. A hadosztály kéri a magyarok ilyen értelmű tájékoztatását.”
Augusztus elején, miután a deportált zsidók ellátási helyzete kritikussá vált, és járványveszély is fenyegetett, a németek követelték a magyar kormánytól, hogy Magyarország állítsa le a zsidótranszportokat. Ennek a belügyminiszter hamarosan eleget is tett, és augusztus 12-én leálltak a deportálások. A már áttoloncolt zsidók visszafogadására azonban a magyarok nem mutatkoztak hajlandónak, ezért egy augusztus 25-i értekezleten a megszállást irányító német katonai vezetők a körzetbe deportált magyarországi zsidók „likvidálása” mellett döntöttek. Az értekezletről szóló emlékeztető szerint Friedrich Jeckeln SS-Obergruppenführer, a körzet legfelsőbb rendőri vezetője (Höhere SS- und Polizeiführer) reményét fejezte ki, hogy szeptember elsejére be tudja fejezni a zsidók likvidálását.
Jeckelnt valószínűleg az is motiválta, hogy két héttel korábban, augusztus 12-én Heinrich Himmler, az SS birodalmi vezetője magához rendelte, és elégedetlenségét fejezte ki az emberei által megölt zsidók alacsony száma miatt. Jeckeln azon a ponton 7000 tizenhat és hatvan év közötti zsidó férfi és nő agyonlövését tudta jelenteni elöljárójának.

## A tömegmészárlás

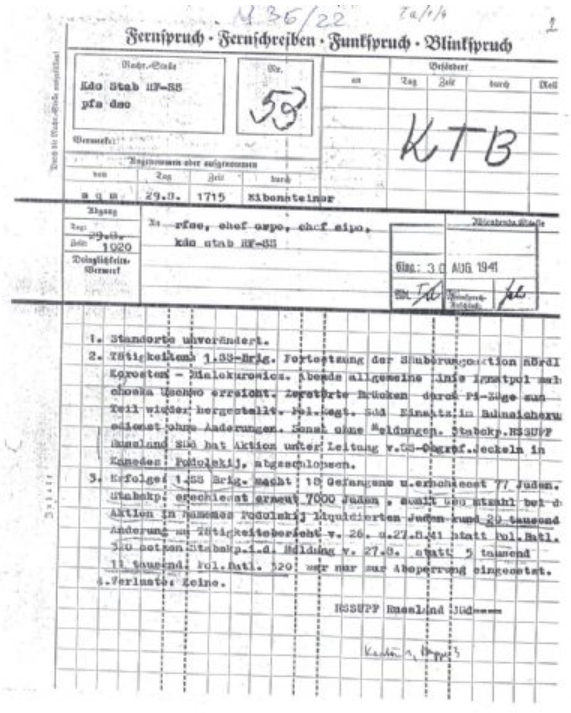
Friedrich Jeckeln 1941. augusztus 29-i rádiótávirata

A kamenyec-podolszkiji gettóba zsúfolt zsidók – köztük a Magyarországról kiűzöttek – megsemmisítésére augusztus 27–28-án (egyes források szerint 29-én is)  került sor. A német hatóságok azt közölték velük, hogy a gettót kiürítik, őket pedig máshová telepítik. Ezután a gettó lakóit menetoszlopokban a várostól északra vezényelték, és egy volt szovjet lőszerraktár mellett levetkőztették őket, értéktárgyaikat elvették, majd gépfegyverekkel tömegsírokba lőtték őket.
Augusztus 29-i rádiótáviratában Jeckeln így számolt be aznapi tevékenységéről: „A Jeckeln Obergruppenführer vezetése alatt lefolytatott akció Kamenyec-Podolszkijban véget ért. [...] Eredmények: [...] Újabb 7000 zsidó agyonlőve. A likvidált zsidók száma 20 ezer körül. [...] Kiigazítás: [...] augusztus 27-én 5 ezer helyett 11 ezer.”   A szeptember 11-én kelt 80. számú helyzetjelentés arról számol be, hogy a Jeckeln parancsnoksága alá tartozó egységek 23 600 zsidót lőttek agyon három nap leforgása alatt Kamenyec-Podolszkijban. Ez volt a holokauszt történetének első olyan tömegmészárlása, ahol az áldozatok száma ötszámjegyű volt. (Ugyanakkor a jászvásári pogromban is több mint 13 000 zsidót öltek meg.)
A tömegmészárlás helyszínére menetelő zsidókról titokban fényképeket készített Spitz Gyula, aki a Honvédség egyik teherautóját vezette.

## A felelősök sorsa
- Friedrich Jeckelnt, a tömegmészárlást végző fegyveresek parancsnokát 1946. február 3-án Rigában katonai bíróság elé állították, halálra ítélték és még aznap felakasztották.[23]
- Pásztóy Ámont, a KEOKH vezetőjét 1949-ben a Népbíróság halálra ítélte, és  augusztusban kivégezték.[24]
- Werth Henrik vezérkari főnököt 1948-ban a Népbíróság távollétében halálra ítélte. 1952-ben szovjet fogságban halt meg.
- Bartha Károly honvédelmi miniszter az ötvenes években Venezuelába emigrált. Egy európai látogatás során Linzben halt meg 1964-ben.
- Kozma Miklós, a kárpátaljai kormányzói biztos természetes halállal halt meg 1941 decemberében.
- Bárdossy László miniszterelnököt a Népbíróság halálra ítélte és 1946 januárjában kivégezték.
- Keresztes-Fischer Ferenc belügyminiszter Ausztriába menekült, és Bécsben halt meg 1948-ban tüdőrákban.
- Horthy Miklós kormányzó portugáliai emigrációban halt meg, 1957-ben.

## Az esemény jelenkori értékelése
A kamenyec-podolszkiji tömeggyilkosság jelenkori megítélése sokszínű. 
Az eseménnyel foglalkozó történészek illetve egyéb személyek, orgánumok rendszerint elítélőleg szólnak a történtekről, ugyanakkor megoszlanak a vélemények a magyar hatóságok magatartásáról. Frojimovics Kinga történész, a Jad Vasem Archives magyar részlegének igazgatója elítélőleg írt a KEOKH szerepéről: „A tömeggyilkosság legfontosabb előzménye éppen a KEOKH mint intézmény megalakulásában és zsidókkal szemben követett politikájában keresendő már jóval 1941 nyara előtt”, és hangsúlyozta „a magyar állam és hadereje, a magyar királyi honvédség felelősségét több ezer Magyarországról a megszállt Galíciába deportált zsidó legyilkolásában”. Ezzel szemben Szakály Sándor történész, a Veritas Intézet vezetője idegenrendészeti intézkedésnek, nem pedig deportálásnak nevezte a zsidóknak a keleti országhatáron történt áttoloncolását. Amikor kiderült, hogy a kitoloncoltak közül sokakat meggyilkoltak, a belügyminiszter lehetővé tette a visszatérést Magyarországra – mondta.